# 陳静 (卓球選手)
陳 静（チン セイ、チェン ジン、Chen Jing、1968年9月20日 - ）は、台湾の元女子卓球選手。中国・湖北省武漢市出身。中国代表時代は1987年世界選手権と1989年世界選手権での団体2連覇に貢献し、女子シングルスにおいては卓球が正式競技として採用された1988年ソウルオリンピックで最初の金メダルを獲得した。オリンピック女子2人目のトリプルメダリスト（金銀銅のメダルを取得）である。
1991年に台湾に帰化した後は、1996年アトランタオリンピックでチャイニーズタイペイ選手団として女子シングルスで銀メダルを獲得。2001年の世界選手権大阪大会を最後に引退した。
2003年に中国に戻り、華南師範大学（中国語: 华南师范大学）のスポーツ心理学で博士号を取得。卒業後、准教授として学校に留まり、後に教授に昇進した。